# Hemitriccus spodiops
Falso-tódi-dos-yungas ou maria-sebinha-das-iungas (Hemitriccus spodiops) é uma espécie de ave, da família Tyrannidae.
É endémica da Bolívia.
Os seus habitats naturais são: regiões subtropicais ou tropicais húmidas de alta altitude.